# 本堂氏
本堂氏（ほんどうし）は、武家・華族だった日本の氏族。中世から近世初頭にかけて出羽国山本郡（現在の仙北郡）に勢力を有し、戦国時代後期には本堂城を拠点とする小大名に成長した。江戸時代には常陸国志筑8,000石を領する旗本（交代寄合）として存続し、明治維新期の官軍への貢献で加増されて大名となり、華族（男爵）に列した。

## 沿革

### 始祖伝承
鎌倉時代前半に陸奥国和賀郡に土着し、南北朝時代に出羽国山本郡（現在の仙北郡）に進出した和賀氏の庶流と考えられる氏族である。和賀氏・本堂氏は清和源氏を称し、源頼朝の末孫を称するが、正確な出自は不明である（和賀氏参照）。
流人であった頼朝には、伊東祐親の娘（伝承上「八重姫」の名で知られる）の間に生まれた男子（「千鶴丸」）があったが、祐親によって殺された、という伝承がある。『寛永諸家系図伝』（以下『寛永系図』）には、この男子が猟田平右衛門に養育されて奥州和賀に住して「和賀の御所」と呼ばれ、その三男が出羽本堂に住して本堂氏の祖になったという家伝を載せる。『寛政重修諸家譜』（以下『寛政譜』）編纂時の呈譜では、千鶴を匿い養育したのは南部光行となっており、千鶴は「源忠頼」を名乗って「和賀の御所」と呼ばれたとされ、忠頼の三男の忠朝（母は猟田平右衛門尉の娘）が出羽本堂に進出して本堂氏の祖になったとする。『寛政譜』按文では、頼朝の末裔とする家伝は「おぼつかなし」という『寛永系図』按文の評価を引いているが、『寛永系図』を踏襲して始祖が頼朝の落胤との説のある大友氏（その支族である立花氏）・島津氏とともに「清和源氏 為義流」に系譜を配列している。
なお、『寛政譜』等にある「猟田」氏については、「苅田」あるいは「刈田」とも表記される。この一族は武蔵七党の横山党中条氏の一族で、中条義勝の子・義季（平右衛門尉）が陸奥国刈田郡に領知を与えられて刈田（苅田）氏を称し、その子の義行は和賀郡の惣領職となって和賀氏を称したという。

### 仙北の小領主
『奥南落穂集』によれば、和賀薩摩守基義が観応3年（1352年）将軍足利尊氏より安本（横手市）・阿条字（美郷町）・雲志賀里（仙北市角館）の3郷を与えられたという。当初、角館を本拠とする戸沢氏と姻戚関係を結んだものの、安東氏や小野寺氏・戸沢氏の諸勢力に組み入れられることなく、元本堂城（美郷町）を本拠とした。戦国時代後半には一帯を支配する小大名に成長し、天文年間（1532年 - 1555年）には山城であった元本堂城から平城の本堂城（美郷町）に移ったと考えられる。
『寛政譜』本文では本堂義親から系譜を起こしている。本堂義親は戸沢氏と戦って鶯野（大仙市）で戦死、その子の本堂頼親も金沢城主（横手市・美郷町）との戦いで野口で戦死し、その子の本堂朝親も姉婿成岡弾正に加勢して三郡城主と戦った際に波岡で戦死している。
朝親の子・本堂忠親は、1590年（天正18年）に豊臣秀吉の小田原征伐に参陣。同年9月、上杉景勝の家臣藤田信吉による検地に協力している。同年12月19日、これらにより、本堂忠親は秀吉から元本堂、黒沢などの中郡（現在の仙北郡南東部）11か村、8,983石余の知行地が本領安堵された（『本堂宛秀吉知行朱印状』）。忠親は九戸政実の乱に際しては大谷吉継に属し、秀吉の朝鮮出兵にあたっては肥前名護屋におもむいた。文禄2年（1593年）に「牧使城」（晋州）攻撃（晋州城の戦い参照）の派兵が計画された際には秋田実季などとともに名前があがっており、兵25人の軍役が割り当てられている（『浅野家文書』）。
なお『寛政譜』において本堂家は、忠親が嫡流に当たる和賀氏の家督を継いだとの主張を行っている（同時期に和賀忠親が存在するが、経歴は別人である）。

### 江戸幕府の交代寄合
忠親の子・本堂茂親は、関ヶ原の戦いで徳川方につき、六郷政乗と協力して、仙北境で小野寺義道と戦った。戦後、常陸国新治郡志筑（現在の茨城県かすみがうら市）8500石に移封。茂親の子・本堂栄親は、弟の本堂親澄に500石を分知し、知行は8,000石となった（本堂親澄の家は子の代で無嗣断絶）。栄親の子・本堂玄親のときに初めて知行地に赴く暇が与えられる（参勤交代の開始）。以後、子孫は江戸幕府の旗本（交代寄合）として存続し、明治維新を迎えた。

### 明治以降
王政復古後、当時の当主親久はただちに新政府を恭順し、1868年（慶応4年）2月に早くも諸侯列への編入運動を起こしている。本堂親久家記によれば2月13日に「仰ぎ願わくは王臣の列に差し加えさせられ、万石以上の御軍役も相勤め、万石以上の御取扱成し下され候様、伏して懇願奉り候」という朝臣取り立てと万石以上（諸侯列）扱いの請願書を提出している。3月27日にも親久は本堂家重臣たちを連れて東海道先鋒総督府に赴き同様の請願を行った。
これらの請願に対して7月14日に京都において西四辻公業より親久に以下の御沙汰が申し渡された。
旧・幕時代において譜代ではなく外様だったという点から諸侯昇格を認められている。これにより親久は1万110石で常陸国志筑藩を維新立藩してその藩主となった。その後明治2年（1869年）6月の版籍奉還で藩知事および華族に列し、明治4年（1871年）の廃藩置県まで藩知事を務めた。
1884年（明治17年）の華族令施行で華族が五爵制になると本堂家は男爵家に列した。本堂男爵家の邸宅は東京府東京市中野区道玄町にあった。現在の当主、本堂親利は日本製粉の取締役を務めた。

## 備考
- 本堂城（秋田県美郷町）は、秋田県指定史跡。
- 長興寺（茨城県かすみがうら市中志筑、曹洞宗）は、本堂氏が出羽国の瑞雲院を移したものという[15]。
  - 長興寺の本堂家の墓所は、かすみがうら市の文化財に指定されている（1971年（昭和46年）、当時の千代田村による指定）[16]。志筑領主初代の茂親から4代玄親が長興寺に葬られ、5代苗親から8代親庸までは江戸・芝の青龍寺に埋葬された[16]。明治以後に没した親道・親久は長興寺に埋葬されたが、1907年（明治40年）に道路整備に伴い青龍寺の墓地で改葬が行われた際、青龍寺にあった本堂家の墓も長興寺に移された[16]。
- かすみがうら市立志筑小学校は、志筑陣屋（茨城県かすみがうら市中志筑）跡地で1874年（明治7年）に開設された学校をルーツとしており（校地は2011年（平成23年）に移転）、本堂氏ゆかりの笹竜胆を校章としている[17]。